# Аднан Мендерес
Адна́н Мендере́с (тур. Adnan Menderes, 1899, Кочарли, провінція Алдин, Османська імперія — 1961, Імралі, Туреччина) — турецький державний діяч кримськотатарського походження, перший демократично обраний прем'єр-міністр Туреччини у 1950-1960 роками. Один із засновників Демократичної партії (ДП) в 1946 році, четвертої правової опозиційної партії Туреччини. Разом із двома іншими членами кабінету, Фатином Рюштю Зорлу і Хасаном Полатканом, його було повішено військовою хунтою після державного перевороту 1960 року. Це останній турецький політичний лідер, страчений після військового перевороту. Крім того, він один із трьох політичних діячів Турецької Республіки (разом із Ататюрком і Тургут Озала), на чию честь було споруджено мавзолей. На честь А. Мендереса названий аеропорт в Ізмірі, університет в Айдині, бульвар в Стамбулі та коло дамби водосховища Сейхан, а також вулиці у багатьох турецьких містах. На його честь та Ф. Р. Зорлу і Х. Полаткана на острові Яссиада, де вони були страчені, президентом Туреччини Реджепом Тайїпом Ердоганом 28 травня 2020 року був відкритий музейно-культурний комплекс, а сам острів був перейменований на «Острів демократії та свободи».

## Життєпис
Народився в 1899 році в Кочарли, провінції Алдин, як син багатого поміщика, коріння якого були з кримських татар..
Після початкової школи навчався в Американському коледжі в Ізмірі. Він боровся проти вторгнення грецької армії під час турецької війни за незалежність і був нагороджений почесною медаллю.
Закінчив юридичний факультет Університету Анкари.
У 1930 році Мендерес організував філію недовго Ліберальної Республіканської партії (тур. Serbest Cumhuriyet Fırkası) в Айдині. Після цього опозиційна партія була заборонена, а також був запрошений Ататюрком приєднатися до правлячої Народно-республіканської партії і обирався депутатом Айдину в 1931 році.
У 1945 вигнаний з правлячої кемалістською партії, оскільки вимагав демократизації, і очолив опозиційну Демократичну партію, що виграла вибори 1950 року і закріпила успіх на виборах 1954 і 1957 років. Його прем'єрство було ознаменоване значним оздоровленням економіки країни, але і посиленням авторитарних тенденцій.
Популістська політика Мендерес супроводжувалася націоналістичною риторикою. Одним із знакових подій епохи його правління став Стамбульський погром 1955.

## Страта
Внаслідок перевороту 1960 року, організованого Джемалем Гюрселем, Мендерес зміщений зі свого поста, арештований і відданий під суд за звинуваченням у корупції та зловживанні службовим становищем, засуджений до смерті та повішений.
Єдиний колишній прем'єрміміністр Туреччини, якому побудований мавзолей — Мавзолей Аднана Мендереса.